# Ropavske, Turka
Ropavske (în ucraineană Ропавське) este un sat în comuna Nîjnie Vîsoțke din raionul Turka, regiunea Liov, Ucraina.

## Demografie
Componența lingvistică a localității Ropavske
     Ucraineană (100%)
Conform recensământului din 2001, toată populația localității Ropavske era vorbitoare de ucraineană (100%).